# Anginon pumilum
Anginon pumilum là một loài thực vật có hoa trong họ Hoa tán. Loài này được I.Allison & B.-E.van Wyk mô tả khoa học đầu tiên năm 1997.